# Рушковиці (Нижньосілезьке воєводство)
Рушковиці (пол. Ruszkowice, нім. Ruschkowitz) — село в Польщі, у гміні Немча Дзержоньовського повіту Нижньосілезького воєводства.
У 1975-1998 роках село належало до Валбжиського воєводства.